# فرانسيسكو باربارو (سياسي)
كان فرانشيسكو باربارو (بالإنجليزية: Francesco Barbaro) (1390–1454)، سياسيًا ودبلوماسيًا ومفكرًا إنسانيًا إيطاليًا من مدينة البندقية وعضوًا في عائلة باربارو الأرستقراطية. دُفن بعد موته في كنيسة الفراري بالبندقية.

## عائلته
كان فرانشيسكو باربارو ابن كانديانو باربارو، وعم إرمولاو باربارو، كما كان جد إرمولاو باربارو الأصغر، والجد الأكبر لماركانتونيو باربارو ودانييلي باربارو. توفي والد فرانشيسكو عام 1391، ونشأ فرانشيسكو على يد أخيه الأكبر زكريا. تزوج فرانشيسو عام 1419 من ماريا لوريدان، ابنة بيترو لوريدان؛ وكيل القديس مرقس. أنجب فرانشيسكو وماريا خمس بنات وابن واحد هو زكريا، وُلد عام 1422.

## تعليمه
كان فرانشيسكو باربارو طالبًا في جامعة بادوفا وتعلم على يد جون رافينا، وجاسبارينو بارزيزا، وفيتورينو دا فيلتري، وجوارينو فيرونيزي، وجيوفاني كونفيرسيني.

## مسيرته المهنية
عُين باربارو عضوًا في مجلس الشيوخ عن جمهورية البندقية في عام 1419. ثم انتُخِب حاكمًا لمدينة كومو عام 1421، إلا أنه رفض المنصب. قبل منصب حاكم مدينة تريفيزو في وقت لاحق من ذلك العام. شغل منصب حاكم مدينة فشنزة عام 1423، ومدينة بيرغامو عام 1430، ومدينة فيرونا عام 1434.
أُرسل باربارو كمبعوث خاص إلى البلاط البابوي عام 1426 لمحاولة إقناع البابا مارتن الخامس بالتحالف مع البندقية ضد ميلانو. عقد البابا مؤتمرًا في مدينة فيرارا عام 1428، وهو المؤتمر الذي أنهى الحرب، وكان فرانشيسكو باربارو أحد ممثلي البندقية هناك. عمل باربارو في نفس العام سفيرًا في مدينتي فيرارا وفلورنسا. مثل باربارو البندقية في بلاط الإمبراطور سيغيسموند في بوهيميا في عام 1433، حيث منحه الإمبراطور لقب فارس وكذلك فعل مع المبعوثين الآخرين. حاول فرانشيسكو باربارو، بُناءً على طلب الإمبراطور سيغيسموند، تهدئة العلاقات بين الإمبراطور وجماعة الهوسيين. كما وظّف البابا إيجين الرابع باربارو في مفاوضاته مع الإمبراطور.
شغل باربارو منصب سفير البندقية في مدن منتوة عام 1443، وفيرارا عام 1444، وميلانو عام 1446.
بصفته حاكمًا لبريشيا، من عام 1437 إلى عام 1440، تمكن فرانشيسكو باربارو من التوفيق بين الفصيلين المتنافسين: أفوغادري ومارتينينغي، كما اكتسب شهرة كبيرة في دفاعه عن المدينة ضد قوات دوق ميلانو بقيادة نيكولو بيتشينينو. خلّد الرسام الإيطالي جيوفاني باتيستا تيبولو ذكرى نجاح باربارو في لوحته «تمجيد عائلة باربارو».
أصبح باربارو حاكمًا لمدينة فيرونا مرة أخرى عام 1441، ثم عُين فيما بعد حاكمًا لمدينة بادوفا وحاكمًا عامًا لإقليم فريولي عام 1445. قام بالتحكيم عام 1444 في نزاع حدودي بين مدينتي فيرونا وفشنزة. عاد باربارو أخيرًا إلى مدينة البندقية وعمل مستشارًا للدولة وانتُخب وكيلًا لسانت مارك في عام 1452. شغل فرانشيسكو باربارو أيضًا منصب اللوجوتننت لإقليم فريولي (وهو نائب الملك ويحكم باسمه) من عام 1448 إلى عام 1449.
أرسل إليه صديقه فيليبو دا ريميني، الذي كان يشغل منصب مستشار (حاكم) جزيرة كورفو البندقية، تقريرًا عن سقوط القسطنطينية عام 1453. عندما توفي باربارو في العام التالي، ألقى دا ريميني خطاب التأبين في جنازته.

## كتاباته
انخرط باربارو في البحث وجمع وترجمة المخطوطات القديمة وكان بمثابة الراعي لجورج طرابزون (كان فيلسوفًا يونانيًا وباحثًا ومفكرًا إنسانيًا) وفلافيو بيوندو (كان مؤرخًا إنسانيًا إيطاليًا وأحد علماء الآثار الأوائل).
قام بترجمة سيرتين ذاتيتين - في بداية حياته المهنية - من النصوص اليونانية إلى اللاتينية من سلسلة «حَيوات بلوطرخس» أو «حَيوات موازية»، وهما حياة أريستيدس وكاتو الأكبر، وأهداهما لأخيه الأكبر زكريا.
كتب أطروحة عن الزواج عام 1415، بعنوان «حول موضوع الزواج»، للاحتفال بزواج لورينزو دي ميديشي وجينفرا كافالكانتي. وهى مستوحاة من المصادر اللاتينية واليونانية القديمة، واستغرق وقت كتابتها 25 يومًا فقط. نشر باديوس أسينسيوس الأطروحة في باريس عام 1513، وقام بنسخها                                                                                                                                                      أندريه تيراكو في مدينة فيرونا في منزل غوارينو فيرونيز. ترجمها للفرنسية مارتن دو بين عام 1537. كما  ترجمها ألبرتو لوليو إلى الإيطالية عام 1548. أُعيد طبع النسخة اللاتينية في باريس عام 1560 ومرة أخرى في أمستردام عام 1639. ترجمها إلى الفرنسية مرة أخرى كلود جولي - في عام 1667 - تحت عنوان «دولة الزواج». كما تُرجمت إلى الإيطالية مرة أخرى عام 1785 تحت اسم «اختيار الزوجة».
نُشرت بعض رسائله وخطبه لأول مرة في مدينة بريشيا عام 1728 تحت عنوان «تعليقات الإنجيلي ماندلمو فنسنتيوس على حصار بريكسيا عام 1438». ومن بين الأشخاص الذين تراسل معهم ألبرتو دا سارتيانو، وغوارينو جواريني، ولودوفيكو تريفيسان. نشر برنارد بيز العديد من رسائله في بريشيا عام 1753. وربما كان هو كاتب التاريخ لمعركة «حصار بريشيا».